# Protea pityphylla
Protea pityphylla (лат.) — кустарник, вид рода Протея (Protea) семейства Протейные (Proteaceae), эндемик Капской области Южной Африки.

## Таксономия
Вид был впервые описан Эдвином Перси Филлипсом в 1910 году на основе образца, который был собран 27 годами ранее, в 1883 году, британским ботаником А. А. Бодкиным (образец № 6089) на высоте 549 м на перевале Мичелла через Скурвеберге близ Сиреса. Когда его коллекции были изучены в гербарии Болуса, они были впервые идентифицированы как Protea cf. canaliculata (в 1886 году), пока Филлипс не признал его новым видом. Филлипс не позаботился предоставить чёткий типовой образец для любого из видов, которые он описал в 1910 году, но в 1912 году Отто Штапф выделил три набора образцов, чтобы типизировать новый вид Филлипса: коллекция Бодкина и две коллекции Питера Макована, созданные в той же местности, в том числе один в его личном гербарии (№ 2907). Подборки оригинальных коллекций Бодкина размещены в гербарии Кью и в гербарии Болуса. МакОван также обменялся листами образцов гербариев по всему миру с его серией Herbarium Normale Austro-Africanum, которую он использовал для создания коллекции Государственного гербария в Кейптауне. Один из листов в этой серии, # 913, представляет собой коллекцию этого вида с того же перевала, собранную Макованом, вероятно, где-то в конце 1880-х годов, также использовавшуюся Филлипсом и обозначенную как синтип Штапфом — хотя и были копии. во многих гербариях.
P. pityphylla был классифицирован Тони Ребело в 1995 году в секции Protea Pinifolia наряду с P. acuminata, P. canaliculata, P. nana, P. scolymocephala и P. witzenbergiana.

## Ботаническое описание

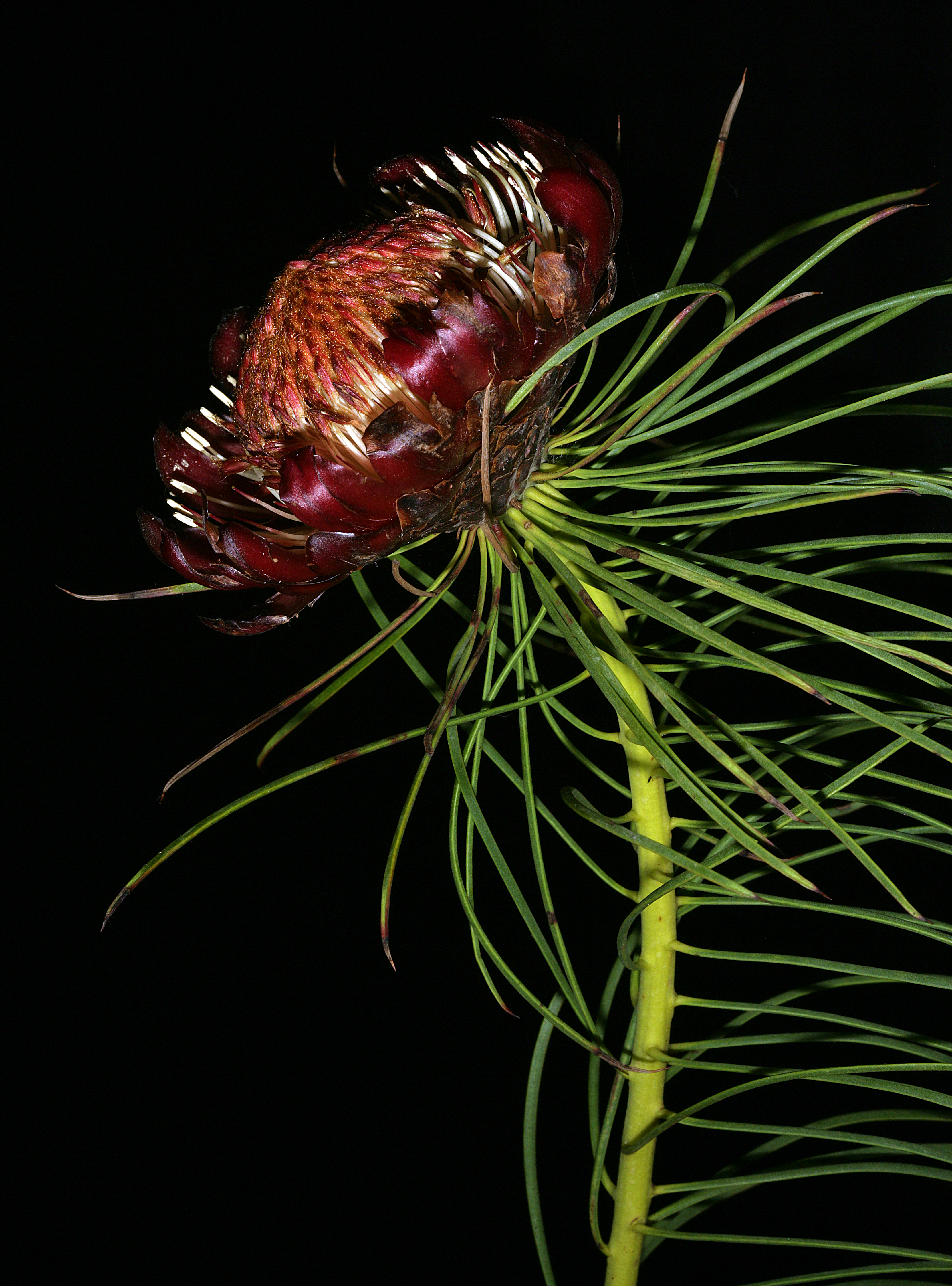
Соцветие и листья

Protea pityphylla — кустарник высотой до 1 м, который может расти как с относительно прямостоячими ветвями, так и с ветвями, которые имеют более раскидистую форму. Стебли гладкие. Растения могут цвести с пятилетнего возраста.
Листья линейные и игольчатые, заканчиваются очень острым кончиком. Они направлены вверх (восходящие) параллельно стеблю. Листья имеют ширину 1 мм и длину 4-9 см, гладкие, слегка желобчатые ярко-зелёного цвета. Верхняя часть листа мелко, но заметно ребристая.
Цветёт в начале зимы, с пиком с мая по июль, но потенциально с мая по сентябрь. Соцветия представляют собой специализированные структуры, называемые псевдантией, также известные как цветочные головки, содержащие сотни редуцированных цветков. Цветочные головки сидячие, чашеобразные, ниспадающие и висячие, красные, 3,8-4,4 см в длину, и 5-8 см в диаметре. Цветочные головки окружены семью рядами «обволакивающих прицветников». Прицветники гладкие. Самые нижние внешние прицветники превращены в длинные листовые структуры, напоминающие листья яйцевидной заострённой формы, длиной от 15 до 20 мм и могут заканчиваться либо острым, либо закруглённым концом. Внутренние прицветники длиннее настоящих цветков. Они продолговатые и слегка вогнутые. Это однодомное растение, оба пола встречаются в каждом цветке. Лепестки и чашелистики цветков срослись в трубчатую расширенную оболочку околоцветника длиной 16,9 мм.

### Похожие виды
Protea pityphylla весьма своеобразен по внешнему виду, с длинными листьями. Вид близок к P. witzenbergiana, но этот более крупный вид имеет более короткие листья, окрашенные в серый цвет, а не в ярко-зелёный, и опушённые стелющиеся стебли. Он также родственен P. nana, но у этого вида цветочные головки меньшего размера. Первоначально вид путали с P. canaliculata, другим родственником в секции Pinifolia. Филлипс, когда он первоначально описал его в 1910 году, сравнил его с P. rosacea, как тогда называли P. nana, но отличается от него наличием внешних прицветников, заканчивающихся острым концом, а также с P. witzenbergiana, но отличается от него более длинными листьями и более крупной цветочной головкой. В своем определателе видов протей в 1912 году Штапф также группирует эти три вида вместе, находя их наиболее похожими на P. witzenbergiana. Он отличает эти два вида друг от друга длиной листа, а также тем, что P. witzenbergiana имеет ветви, покрытые лохматыми (ворсинчатыми) волосками, а не гладкой поверхностью. Эти два растения отличаются от P. rosacea (P. nana) тем, что их самые нижние обертывающие прицветники превращены в листовые придатки. Таким образом, Штапф исключал характерный острый кончик прицветника, использованного Филлипсом, описывая P. pityphylla как имеющий как острый, так и закруглённый кончик.

## Распространение и местообитание
Protea pityphylla — эндемик Капской области Южной Африки. Вид имеет очень ограниченный ареал площадью всего 88 км², и известен только из пяти мест. Встречается в горах, окружающих долину Сиреса: горы Скурвеберг, горы реки Хекс, и горы реки Улифантс. В горах реки Хекс его можно найти от Сиреса до пиков Сэнддрифт. Встречается на перевале Мичелла в Скурвеберге. На перевале Дасклип обитает отдалённая популяция. В тех немногих местах, где он встречается, он может расти относительно густо в небольших изолированных насаждениях.

## Биология
Эта протея растёт в горных районах между большими камнями и валунами на высоте от 500 до 1500 м над уровнем моря. Вид ограничен финбошем на песчаниковых почвах и высокогорным финбошем на сланцевых почвах. Периодические лесные пожары уничтожают взрослые растения, но семена могут выжить. Старые, сухие, древесные, огнестойкие соцветия устойчиво сохраняются на растении в течение нескольких лет с семенами внутри. Когда семена окончательно высвобождаются после пожара, соцветия открываются на уничтоженном пожаром материнским растением и разносятся ветром. Они прорастают во время осенних дождей.
В 1998 году было еще неизвестно, какое существо может быть ответственным за опыление цветов; как ни странно, это растение производит очень мало нектара и все же имеет дрожжевой запах, типичный для протея, пытающегося привлечь грызунов или других мелких млекопитающих в качестве опылителей. Один источник утверждает, что, вероятно, опыляется птицами. Считается, что опыление осуществляется птицами и насекомыми.

## Охранный статус
Protea pityphylla — редкое растение. Вид был оценён в 1980 году как «редкий». В 1996 году Южноафриканский национальный ботанический институт оценил растение для внесения в Красный список южноафриканских растений, оценив статус вида как «близкий к уязвимому положению». В 2009 году статус был подтверждён, но в 2019 году в новой оценке он снова повысил статус до «уязвимого». Большое количество растений было уничтожено в районе горы над городом Сирес в 2010-х годах, в ходе увеличения городской плотины. Возможными будущими угрозами этому виду может стать дальнейшее распространение инвазивных растений, а также урбанизация.